# Adrián Recinos

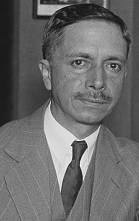
Adrián Recinos (1930)

Adrián Recinos Ávila (* 5. Juli 1886 in Antigua Guatemala; † 8. März 1962 in Guatemala-Stadt) war ein guatemaltekischer Schriftsteller, Historiker und Diplomat, der sich mit der Übersetzungen alter Maya-Manuskripte wie dem Popol Vuh befasste und unter anderem zwischen 1922 und 1923 sowie 1929 Außenminister war.

## Leben
Adrián Recinos Ávila absolvierte ein Studium der Rechtswissenschaften an der Universidad de San Carlos de Guatemala (USAC) und war als Schriftsteller und Historiker tätig, der sich unter anderem mit dem Popol Vuh befasste, dem heiligen Buch der Quiché-Maya in Guatemala, welches gleichermaßen mythologische und historische Aspekte dieses Volkes behandelt. Während der Amtszeit von Präsident José María Orellana Pinto bekleidete er zwischen 1922 und 1923 das Amt als Außenminister. Im Anschluss war er zwischen 1923 und 1926 Gesandter in Frankreich sowie zugleich in Personalunion Gesandter in Königreich Italien und Gesandter im Königreich Spanien.
Nach seiner Rückkehr fungierte Recinos von 1926 bis 1927 als Präsident der Legislativversammlung von Guatemala (Asamblea Legislativa). Als Nachfolger von Francisco Sanchez Latour wurde er am 11. Januar 1928 Gesandter in den Vereinigten Staaten und bekleidete das Amt bis zum 4. April 1943. Er war zwischenzeitlich während der Amtszeit von Präsident Lázaro Chacón González 1929 noch einmal Außenminister. Nach Erhebung der Gesandtschaft zur Botschaft am 19. April 1943 fungierte er zwischen dem 4. Mai 1943 und dem 18. Oktober 1944 als Botschafter in den Vereinigten Staaten, woraufhin Antonio Najera Cabrera ihn ablöste. Bei den Präsidentschaftswahlen am 17. und 19. Dezember 1944 kandidierte er für die Frente Nacional Democrático-Partido Democrático Central (FND-PDC) für das Amt des Staatspräsidenten, unterlag aber als Zweitplatzierter von 16 Kandidaten mit 20.949 Stimmen (7,07 Prozent) deutlich Juan José Arévalo von der Frente Unido de Partidos Arevalistas (FUPA), auf den 255.660 Stimmen (86,25 Prozent) entfielen.
Nachdem er sich in den folgenden Jahren wieder als Verfasser historischer Fachbücher beschäftigte, war er von 1959 bis 1960 Botschafter in Spanien. Er war Mitglied der Academia de Geografía e Historia de Guatemala sowie Sociedad Mexicana de Geografía y Estadística (SMGE).

## Hintergrundliteratur
- José Luis Reyes Monroy: Laureles a la memoria del licenciado en derecho don Adrián Recinos. Interpretación de Adrián Recinos, 1969
- Mauricio Pinto Aguilar (Herausgeber): Estudio de las figuras y tropos del Popol vuh, con énfasis en la prosopopeya, 1979